# Peterborough (circonscription britannique)
Circonscription parlementaire de la Chambre des communes
La circonscription de Peterborough est une circonscription électorale anglaise située dans le Cambridgeshire, autour de la ville de Peterborough, et représentée à la Chambre des communes du Parlement britannique.

## Histoire
La circonscription, apparue en 1542, est représentée par deux députés jusqu'en 1885 dont Mildmay Fane (1621-1624), Francis Fane (1624-1625), William FitzWilliam (1640-1654), Henry Belasyse (1768-1774), Lionel Damer (1786-1802), Francis Russell (1809-1812), George Ponsonby (1812-1816), William Lamb (1816-1819), James Scarlett (1819-1830), John Nicholas Fazakerley (1830-1841), George Hammond Whalley (1852-1853 et 1859-1878) et Sydney Buxton (1883-1885).

## Liste des députés de Peterborough depuis 1885
| Législature | Élection    | Député               | Député                  | Parti             |
| ----------- | ----------- | -------------------- | ----------------------- | ----------------- |
| 23e         | 1885        |                      | Francis Taylor          | Libéral-unioniste |
| 24e         | 1886        |                      | Francis Taylor          | Libéral-unioniste |
| 24e         | 1889        |                      | Alpheus Cleophas Morton | Libéral           |
| 25e         | 1892        |                      | Alpheus Cleophas Morton | Libéral           |
| 26e         | 1895        |                      | Robert Purvis           | Libéral-unioniste |
| 27e         | 1900        |                      | Robert Purvis           | Libéral-unioniste |
| 28e         | 1906        |                      | Granville Greenwood     | Libéral           |
| 29e         | 1910 (jan.) |                      | Granville Greenwood     | Libéral           |
| 30e         | 1910 (déc.) |                      | Granville Greenwood     | Libéral           |
| 31e         | 1918        |                      | Henry Brassey           | Conservateur      |
| 32e         | 1922        |                      | Henry Brassey           | Conservateur      |
| 33e         | 1923        |                      | Henry Brassey           | Conservateur      |
| 34e         | 1924        |                      | Henry Brassey           | Conservateur      |
| 35e         | 1929        |                      | James Francis Horrabin  | Travailliste      |
| 36e         | 1931        |                      | David Burghley          | Conservateur      |
| 37e         | 1935        |                      | David Burghley          | Conservateur      |
| 37e         | 1943        | John Hely-Hutchinson |                         | Conservateur      |
| 38e         | 1945        |                      | Stanley Tiffany         | Travailliste      |
| 39e         | 1950        |                      | Harmar Nicholls         | Conservateur      |
| 40e         | 1951        |                      | Harmar Nicholls         | Conservateur      |
| 41e         | 1955        |                      | Harmar Nicholls         | Conservateur      |
| 42e         | 1959        |                      | Harmar Nicholls         | Conservateur      |
| 43e         | 1964        |                      | Harmar Nicholls         | Conservateur      |
| 44e         | 1966        |                      | Harmar Nicholls         | Conservateur      |
| 45e         | 1970        |                      | Harmar Nicholls         | Conservateur      |
| 46e         | 1974 (fév.) |                      | Harmar Nicholls         | Conservateur      |
| 47e         | 1974 (oct.) |                      | Michael Ward            | Travailliste      |
| 48e         | 1979        |                      | Brian Mawhinney         | Conservateur      |
| 49e         | 1983        |                      | Brian Mawhinney         | Conservateur      |
| 50e         | 1987        |                      | Brian Mawhinney         | Conservateur      |
| 51e         | 1992        |                      | Brian Mawhinney         | Conservateur      |
| 52e         | 1997        |                      | Helen Clark             | Travailliste      |
| 53e         | 2001        |                      | Helen Clark             | Travailliste      |
| 54e         | 2005        |                      | Stewart Jackson         | Conservateur      |
| 55e         | 2010        |                      | Stewart Jackson         | Conservateur      |
| 56e         | 2015        |                      | Stewart Jackson         | Conservateur      |
| 57e         | 2017        |                      | Fiona Onasanya          | Travailliste      |
| 57e         | 2018        |                      | Fiona Onasanya          | Indépendante      |
| 57e         | 2019        |                      | Lisa Forbes             | Travailliste      |
| 58e         | 2019        |                      | Paul Bristow            | Conservateur      |
| 59e         | 2024        |                      | Andrew Pakes            | Travailliste      |

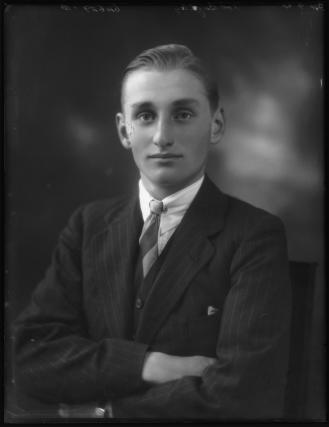
David Cecil (1931-1943)
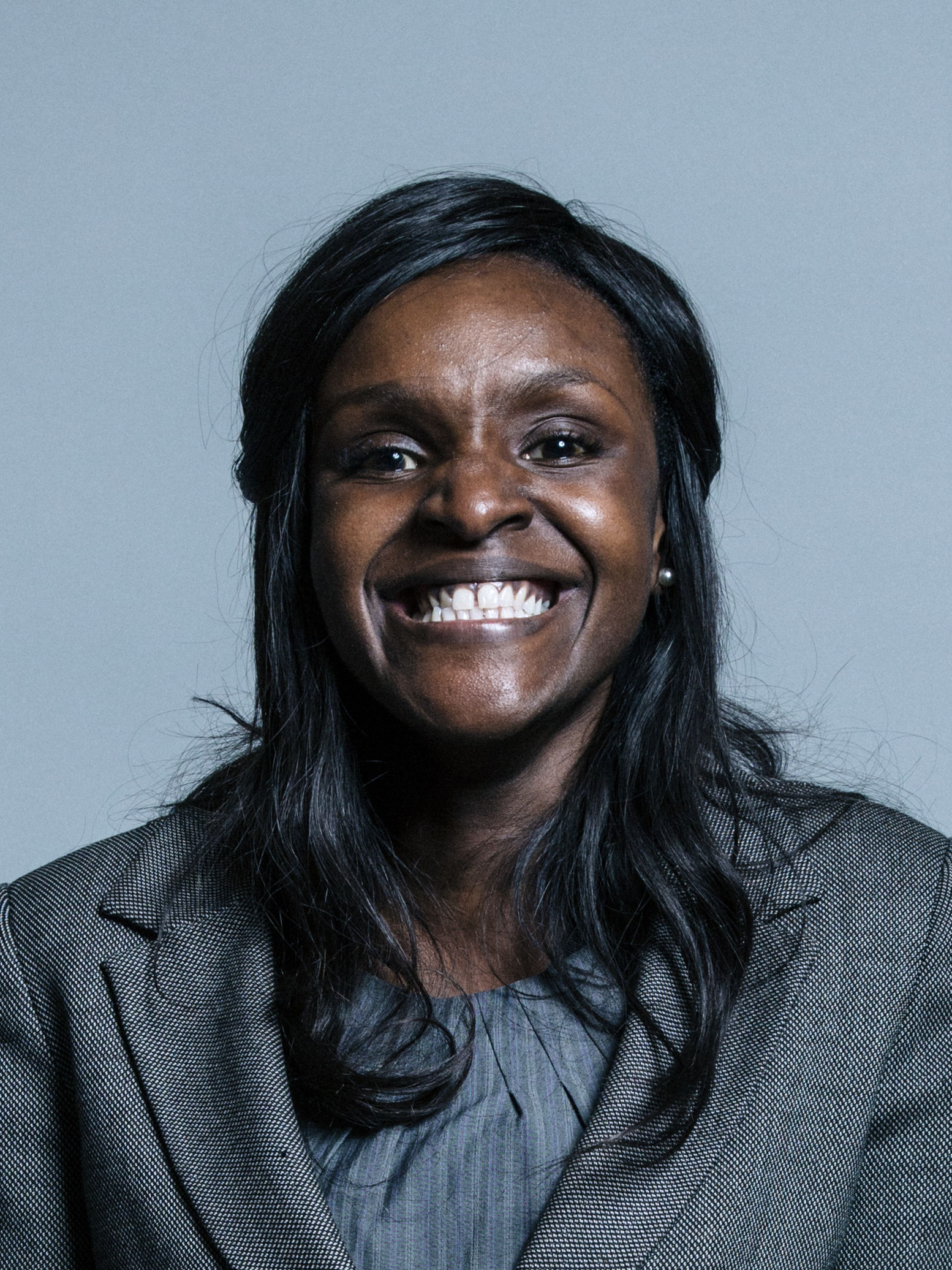
Fiona Onasanya (2017-2019)
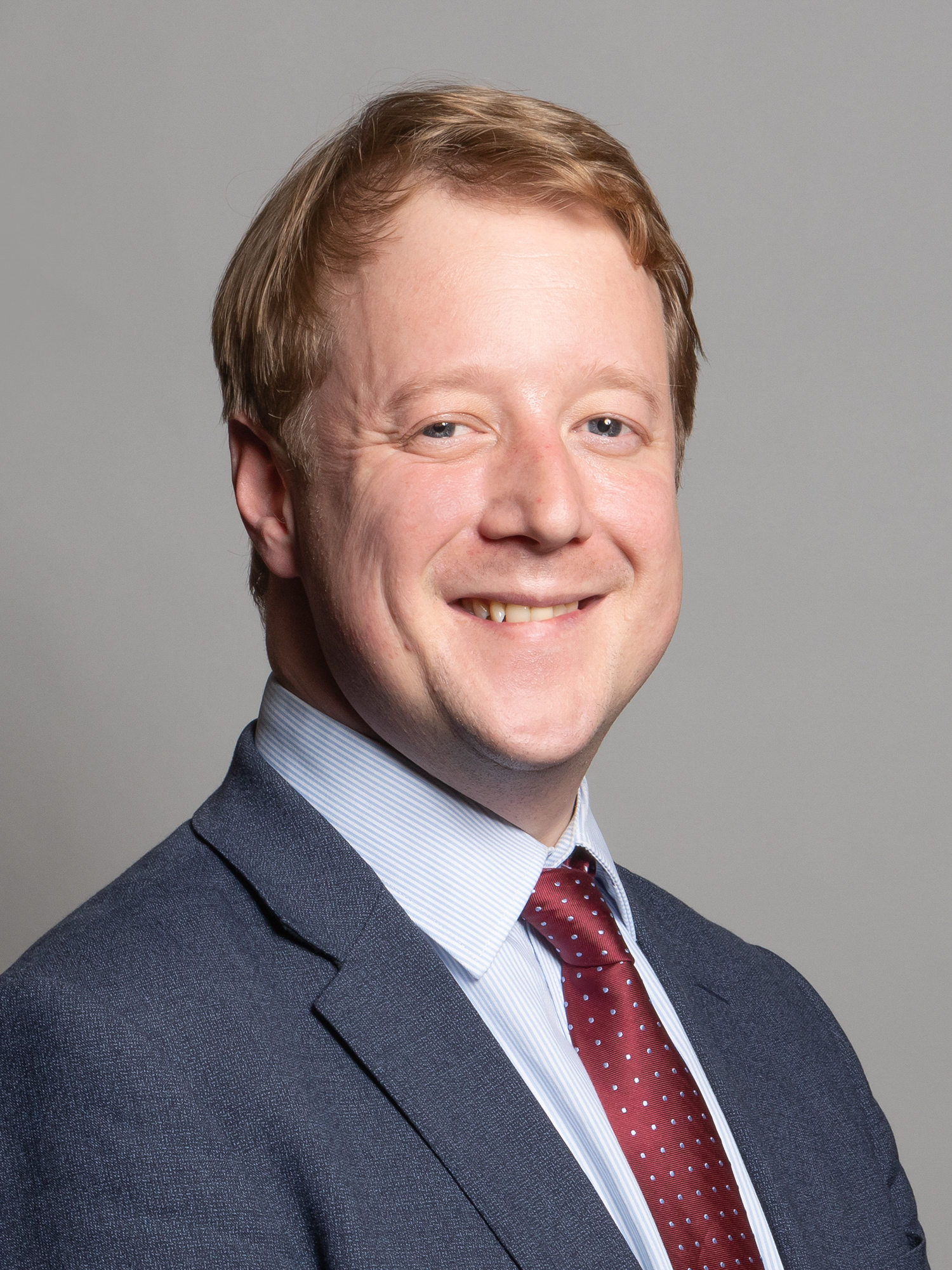
Paul Bristow (2019-2024)
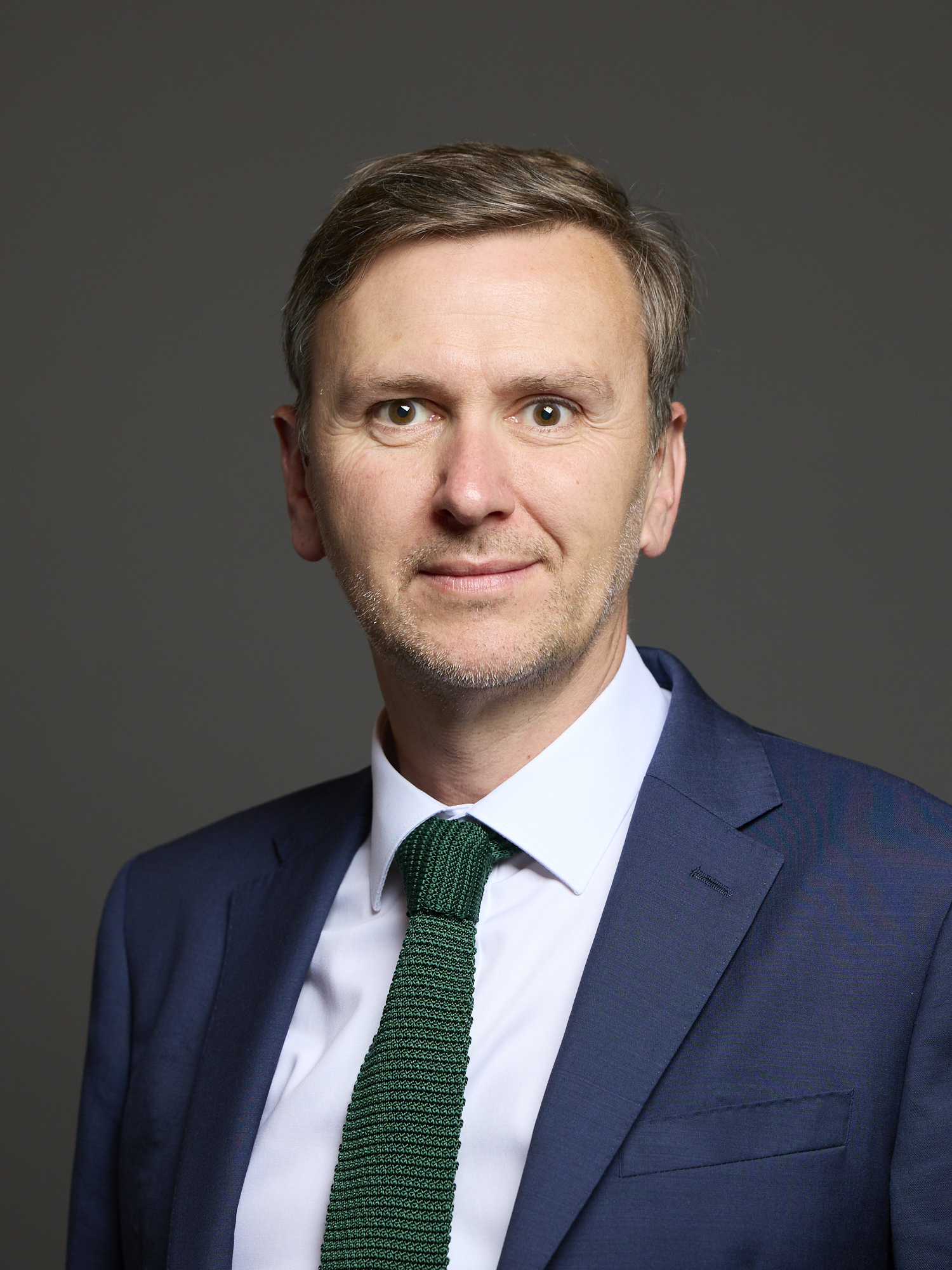
Andrew Pakes (depuis 2024)